# Marko Dolenc
Marko Dolenc, slovenski biatlonec, * 27. september 1972, Ljubljana.
Dolenc je za Slovenijo nastopil na Zimskih olimpijskih igrah 2002 v Salt Lake Cityju, kjer je tekmoval v šprintu na 10 km, zasledovalnem teku na 12,5 km, v teku na 20 km ter v štafeti 4 x 7,5 km. 
Zasedel je 27. mesto v šprintu, 29. mesto v zasledovalnem teku ter 13. mesto v teku na 20 km. Štafeta je igre končala na 10. mestu.